# Don Chandler
Donald Gene Chandler (Council Bluffs, 5 settembre 1934 – Tulsa, 11 agosto 2011) è stato un giocatore di football americano statunitense che ha giocato nei ruoli di kicker e punter per i New York Giants e i Green Bay Packers della National Football League (NFL). Al college ha giocato a football all’Università della Florida.

## Carriera professionistica
Chandler fu scelto nel corso del quinto giro (57º assoluto) del draft NFL 1956, trascorrendo la carriera con New York Giants e Green Bay Packers. Don disputò le prime due gare finite ai supplementari della storia della NFL, nel 1958 coi Giants contro i Baltimore Colts e ancora nel 1965 quando calciò il field goal della vittoria per i Packers contro gli stessi Colts in una gara di playoff a Green Bay. Chandler fu inserito nel ruolo di punter nella formazione ideale della NFL degli anni 1960 e fu convocato per il Pro Bowl nel 1967.
Chandler guidò la NFL in yard per punt con 44,6 nel 1957 e in percentuale di realizzazione di field goal col 67,9% nel 1962. Egli detiene ancora il record NFL per il maggior numero di field goal segnati in un Super Bowl dopo averne segnati 4 nel Super Bowl II contro gli Oakland Raiders, contribuendo alla seconda vittoria consecutiva dei Packers. Memorabile fu un suo punt da ben 94 yard in una partita del 1965 contro i San Francisco 49ers. In totale disputò 154 partite di stagione regolare in carriera, ritirandosi nel 1967.

## Vittorie e premi
- (2) Campionati NFL (1956, 1965)
- (2) Vincitore del Super Bowl, (II, II)
- Pro Bowl (1967)
- All-Pro (1967)
- Formazione ideale della NFL degli anni 1960

## Statistiche
| Partite totali     | 154    |
| Field goal tentati | 161    |
| Field goal segnati | 94     |
| Yard su punt       | 28 678 |